# Festuca sodiroana
Festuca sodiroana är en gräsart som beskrevs av Eduard Hackel och E.B.Alekseev. Festuca sodiroana ingår i släktet svinglar, och familjen gräs. IUCN kategoriserar arten globalt som livskraftig. Inga underarter finns listade i Catalogue of Life.